# La casa di carta: Corea
La casa di carta: Corea (종이의 집: 공동경제구역?, 종이의 집: 共同經濟區域?, Jong-i-ui jip: Gongdonggyeongjegu-yeokLR) è una serie televisiva sudcoreana, remake dell'omonima serie televisiva spagnola.
La serie è stata diretta da Kim Hong-sun e scritta da Ryu Yong-jae.

## Trama
In un futuro ipotetico ambientato verso la metà degli anni 2020, le due Coree del Nord e del Sud vengono unificate dopo anni di conflitti, dando vita a un'area economica congiunta e di conseguenza a una nuova valuta comune. Tuttavia, quando la Corea del Nord ha aperto la sua economia, ogni coreano avrebbe dovuto trarne grandi profitti, ma solo i ricchi si sono arricchiti ulteriormente. Il Professore, una mente stratega e criminale, arruola una banda di rapinatori per progettare di portare a termine una rapina nella Zecca di stato coreana, ma durante l'operazione ci saranno tanti imprevisti.

## Episodi
| Stagione       | Episodi | Episodi | Pubblicazione |
| -------------- | ------- | ------- | ------------- |
| Prima stagione | 12      | 6       | 2022          |
| Prima stagione | 12      | 6       | 2022          |

## Personaggi e interpreti
- Park Sun-ho / Professore, interpretato da Yoo Ji-tae, doppiato da Gabriele Sabatini. 
È la mente criminale che ha ideato la rapina alla Zecca coreana da 4.000 miliardi di won. È anche il compagno dell'ispettrice di polizia Seon Woo-jin.
- Song Jung-ho / Berlino, interpretato da Park Hae-soo, doppiato da Andrea Moretti. 
È un nordcoreano di 41 anni ed ex prigioniero del campo di concentramento di Kaechon, dove ha scontato 25 anni di detenzione dall'età di nove anni dopo aver tentato di fuggire dalla Corea del Nord insieme alla madre, uccisa dai soldati mentre attraversavano il fiume al confine. Tende a ricorrere alla violenza e cerca di usare la paura per minacciare gli ostaggi, contrariamente alle intenzioni del Professore di non fare del male a nessuno.
- Lee Hong-dan / Tokyo, interpretata da Jeon Jong-seo, doppiata da Eva Padoan.
È una ragazza nordcoreana che, dopo aver fatto il soldato nella guerra tra le due Coree, all'unificazione dei due paesi emigra al Sud ma diviene una ricercata uccidendo e rapinando gli strozzini che estorcevano soldi ai disertori nordcoreani, tutto questo prima di essere reclutata dal Professore. È la narratrice della serie.
- Oh Man-sik / Mosca, interpretato da Lee Won-jong, doppiato da Dario Oppido. 
Ex detenuto, ha cresciuto suo figlio Denver da solo, dopo che sua moglie lo ha lasciato. È l'addetto agli scavi della rapina per la fuga dalla Zecca.
- Oh Taek-su / Denver, interpretato da Kim Ji-hoon, doppiato da Paolo Vivio. 
 È il figlio di Mosca, nonché lottatore clandestino. Si innamora di Mi-seon, una degli ostaggi alla Zecca.
- Sim Young-mun / Nairobi, interpretata da Jang Yoon-ju, doppiata da Valentina Mari. 
 Nota truffatrice e falsaria di professione, è l'addetta alla stampa delle banconote durante la rapina.
- Han Joseph / Rio, interpretato da Lee Hyun-woo, doppiato da Alessandro Campaiola. 
 È un hacker che ha abbandonato gli studi della facoltà di medicina. Oltre ad essere il più giovane, è l'unico della banda a non avere un profilo criminale, essendo figlio di una famiglia benestante.
- Ko Myung-tae / Helsinki, interpretato da Kim Ji-hun, doppiato da Marco Giansante.
È il fratello di Oslo ed è un ex membro di una banda criminale in Yanbian.
- Lee Sang-yeon / Oslo, interpretato da Lee Kyu-ho, doppiato da Fabrizio De Flaviis.
È il fratello di Helsinki ed è un ex membro di una banda criminale in Yanbian.
- Seon Woo-jin, interpretata da Kim Yun-jin, doppiata da Sabrina Duranti.
È l'ispettrice a capo della squadra di negoziazione di crisi appartenente all'Agenzia nazionale di polizia della Corea del Sud. Si frequenta da due mesi con Park Sun-ho, non sapendo che in realtà è il Professore.
- Cha Moo-hyuk, interpretato da Kim Sung-oh, doppiato da Marco Vivio.
Ex agente speciale della Corea del Nord, è il capitano di polizia nordcoreana inviato per gestire la crisi degli ostaggi alla Zecca. Lavora in cooperazione con Seon Woo-jin.
- Cho Young-min, interpretato da Park Myung-hoon, doppiato da Luigi Ferraro.
È il direttore della Zecca coreana. Si preoccupa solo della propria incolumità a discapito di quella degli altri ostaggi. Ha una relazione con Mi-seon nonostante sia sposato con due figli.
- Yoon Mi-seon / Stoccolma, interpretata da Lee Joo-bin, doppiata da Erica Necci.
È un'impiegata addetta alla contabilità della Zecca. È l'amante di Young-min, ma in seguito si innamora di Denver.
- Anne Kim, interpretata da Lee Si-woo, doppiata da Giorgia Martinelli.
Una studentessa delle superiori nonché figlia dell'ambasciatore degli Stati Uniti, presente al momento della rapina con la sua classe per una gita scolastica alla Zecca. È una degli ostaggi.
- Hwang Hyun-ho, interpretato da Hong In.
Vice direttore della Zecca coreana collocato alla JEA, una zona economica generale sulla Penisola Coreana.

## Produzione

### Sviluppo
Nel giugno 2020 è stato reso noto che la BH Entertainment e la Zium Content stavano sviluppando un remake della serie televisiva spagnola La casa di carta. Erano in trattative con Netflix ed era in fase di sviluppo. Il 1º dicembre dello stesso anno Netflix ha confermato la serie, con Kim Hong-sun come regista e Ryu Yong-jae come sceneggiatore. BH Entertainment si occupa della produzione, con la prima stagione composta da 12 episodi.

### Cast
Il 31 marzo 2020 è stato annunciato il cast della serie. Lim Ji-yeon si è unita al cast nell'aprile 2021. Dopo aver finalizzato il cast, sono stati formulati la storia e i personaggi. L'obiettivo era mantenere viva la narrativa dell'originale e gli attributi dei personaggi. Lee Hyun-woo ha sostituito Park Jung-woo, perché impegnato con la serie televisiva Fly High Butterfly. Il cast coreano è stato confrontato disegnando le somiglianze e le differenze tra l'originale e l'adattamento.

### Riprese
Le riprese sono state sospese il 7 luglio 2021 per adeguarsi alle linee guida intese a limitare la diffusione del COVID-19.

## Promozione
Il teaser è stato diffuso online il 20 maggio 2022, mentre il trailer finale è stato pubblicato il 3 giugno successivo.

## Distribuzione
La prima parte della prima stagione è uscita sulla piattaforma streaming Netflix il 24 giugno 2022, mentre la seconda parte è stata pubblicata il 9 dicembre seguente.

## Accoglienza

### Critica
Sull'aggregatore di recensioni Rotten Tomatoes la prima stagione della serie ottiene l'85% delle recensioni professionali positive, con un voto medio di 6.60 su 10 basato su 13 recensioni, mentre su Metacritic ha un punteggio di 56 su 100 basato su 6 recensioni.
Maurizio Ermisino di Movieplayer.it assegna alla serie 3 stelle su 5.